# Бурачинка
Бурачи́нка — страва української кухні з молодої бурякової гички, що заступала місце борщу.
З гички буряка відривають листки, щоб зостався лишень твердий осередок, обдирають з нього лико, січуть, квасять (наливають води і підправляють квасним тістом) на ніч, а вранці варять, заправивши сметаною і кукурудзяним борошном.
Бурачинка також готується подібно до підчасу (страви з молодих буряків і молодого бурячиння), волоку та натини.